# Sistema tarifari integrat

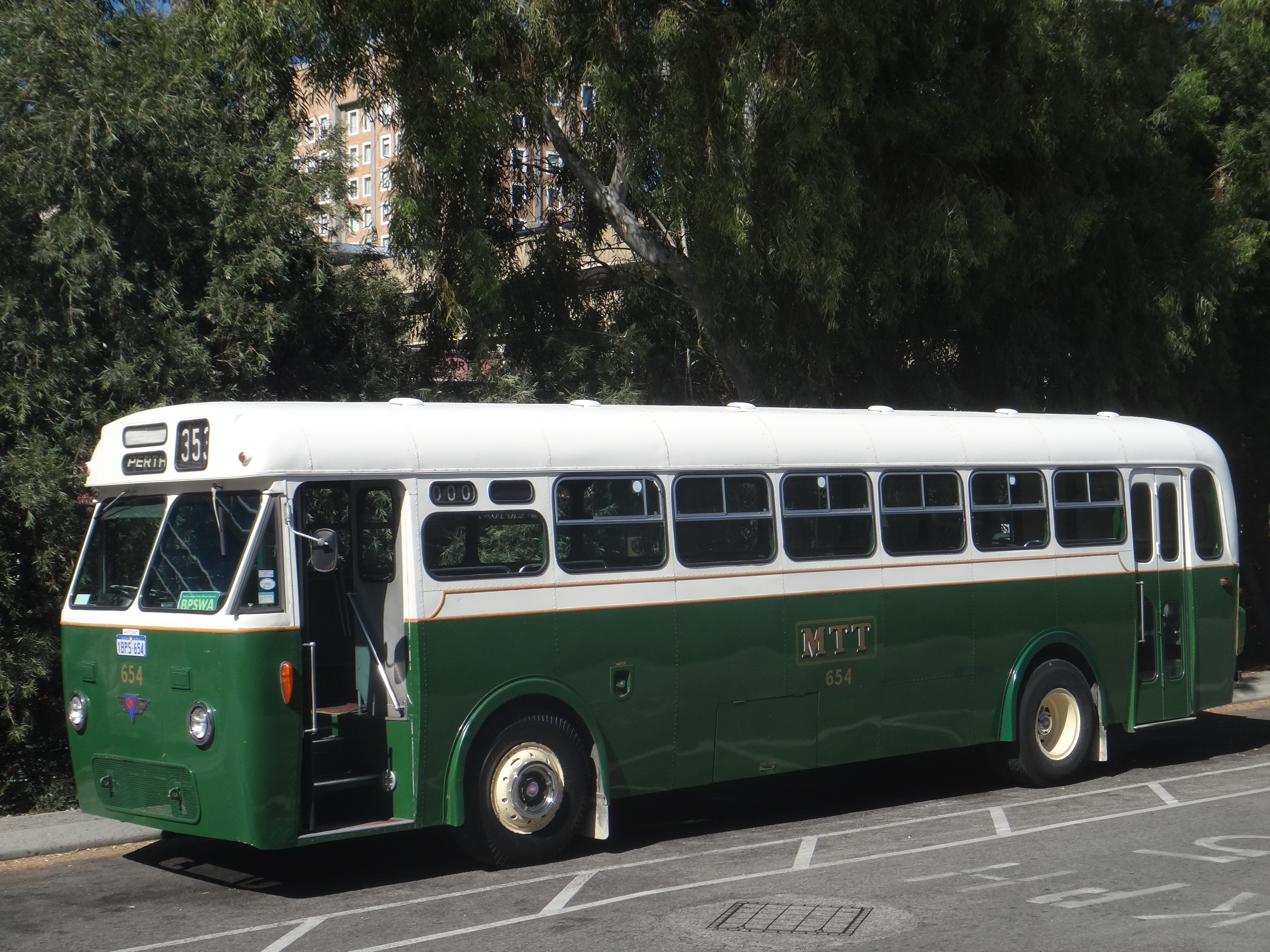
AEC Regal VI conservat a la Metropolitan Transport Trust livery.

Sistema tarifari integrat permet a una persona fer un viatge que impliqui transferències entre modes de transport diferents amb un sol bitllet que és vàlid pel viatge complet, els modes de transport poden ser: autobusos, trens, metros, transbordadors, etc. El propòsit d'un Sistema tarifari integrat és animar a les persones a utilitzar el transport públic simplificant el canvi entre modes de transport per tal d'augmentar l'eficàcia dels serveis.
Entre altres coses, el sistema tarifari integrat ha estat possible gràcies a les tecnologies de bitllet electrònic com les targetes de banda magnètica o les Smartcards. Alguns sistemes de targeta intel·ligent són també utilitzats per a pagaments genèrics i altres serveis com la targeta Octopus. Alguns sistemes de transport públics empren també bitllets de cartró que permeten canviar de transport dins d'una àrea especificada, i en alguns casos (com el Transperth FamilyRider a Austràlia, el bitllet T-Dia o T-Trimestre de la ATM a Barcelona o el títol T-Mes a les províncies de Catalunya), permeten un nombre de viatges il·limitat durant un temps especificat.
Països com Suïssa tenen sistemes tarifaris integrats nacionals, els quals no només s'estenen a través dels modes de transport sinó que poden portar adjunta l'entrada a museus o destinacions de lleure.Austràlia, Regne Unit i Suècia utilitzen aquests sistemes en el transport públic de ciutats importants o d'àrees metropolitanes. A Espanya existeix un sistema integrat en cadascuna de les províncies de Catalunya, independents entre si. Un bitllet del sistema d'una província no funciona en el d'una altra, tot i tenir un esquema de funcionament idèntic. El sistema T-mobilitat integrarà els transports de les quatre províncies catalanes en un únic sistema comú per tota Catalunya.
Desplegar un sistema tarifari integrat requereix un alt-nivell de coordinació i cooperació entre tots els proveïdors del transport públic. Assumptes polítics, tecnològics i d'administració del projecte han originat en alguns casos, llargs retards. A Sydney el projecte va haver de ser reprès diverses vegades. A Dublín, el sistema també va patir retards seriosos de la data d'inici del projecte el 2002 però el sistema Leap Card (Targeta de Traspàs) va ser inaugurat el 12 de desembre de 2011. A Estocolm, la tasca de reemplaçar el sistema existent de targetes de banda magnètica per Smartcards es trobà finalment prop de la seva conclusió, després que el projecte fos començat el 2002.A Catalunya, el sistema T-mobilitat ha patit retards. La seva data d'implantació inicial estava prevista pel 2015. Actualment està previst la seva posada en marxa a finals del 2018 per a l'àrea metropolitana de Barcelona i a finals de 2019 per a tota Catalunya. El sistema T-mobilitat farà ús de targetes sense contacte, tant de cartró com de plàstic PVC.

## Exemples
Exemples de sistemes tarifaris integrats arreu del món:

### Asia Oceà Pacífic
| Àrea                        | Autoritat del transport            | Nom del sistema    | Tipus de bitllet | Data de posada en marxa | Tipus de transport                                                                 | Comentari |
| --------------------------- | ---------------------------------- | ------------------ | ---------------- | ----------------------- | ---------------------------------------------------------------------------------- | --- |
| Adelaide                    | Adelaide Metro                     | Metrocard          | Smartcard        | Novembre 2012           | Autobusos, trens & tramvies                                                        | |
| Auckland                    | Auckland Transport                 | AT HOP card        | Smartcard        | 27 octubre 2012         | Autobusos, transbordadors & trens                                                  | |
| Auckland                    | Auckland Transport                 | Snapper HOP card   | Smartcard        | 2011                    | Autobusos (Autobús de NZ-va operar serveis només)                                  | Per ser phased fora d'April 2013. |
| Kuala Lumpur                | Comissió de Transport Públic       | Touch 'n Go        | Smartcard        | 1997                    | Commuter-Rail, LRT, MRT, Monocarril, BRT, Autobusos, Aparcament, bitllet de Peatge | |
| Melbourne                   | Transport públic Victoria          | myki               | Smartcard        | 2009                    | Autobusos, trens & tramvies i serveis de trens regionals restringits               | Plenament reemplaçat el Metcard sistema en el Melbourne metro àrea dins 2012 |
| Perth                       | Transperth                         | SmartRider         | Smartcard        | Gener 2007              | Autobusos, transbordadors & trens                                                  | Reemplaçat el MultiRider sistema de targeta de banda magnètic. bitllets de paper són també disponible. SmartRider És també disponible per ús en Bunbury, Busselton, Geraldton & Kalgoorlie |
| Singapur                    | Autoritat de Transport de la terra | \| EZ-Link card \| | Smartcard        | 2001                    | MRT (metro), autobús, aparcament                                                   | CEPAS-compliant EZ-targetes d'Enllaç han reemplaçat EZ original-targetes d'Enllaç dins 2009                                                                                                |
| Queensland De l'est del sud | TransLink                          | Go card            | Smartcard        | Gener 2008              | Autobusos, transbordadors & trens                                                  | |
| Sydney                      | Transport per Gal·les Del sud Nou  | Opal card          | Smartcard        | Desembre 2012           | Autobusos, tren lleuger, trens & transbordadors                                    | |
| EZ-Link card                |                                    |                    |                  |                         |                                                                                    | |

### Europa
| Àrea                        | Autoritat de transport | Nom de sistema                                | Tipus de bitllet                                                                                                   | Operacional De llavors ençà                                                                                                 | Tipus de transport | Comentari |
| --------------------------- | --- | --------------------------------------------- | --- | --- | --- | --- |
| Àrea del Gran Dublín        | Autoritat de Transport nacional | Leap card                                     | Smartcard | 12 de desembre de 2011 | Autobusos, trens, LUAS i el futur Metro | També inclourà operadors d'autobús comercial desitjant unir l'esquema. |
| Catalunya                   | Autoritat del Transport Metropolità de Barcelona, Autoritat Territorial de la Mobilitat de Lleida, Autoritat Territorial de la Mobilitat de Tarragona i Autoritat Territorial de la Mobilitat de Girona | Sistema Tarifari Integrat                     | Targeta de cartró amb banda magnètica per a la província de Barcelona i sense contacte per a la resta de Catalunya | 1 de gener de 2001 a Barcelona, 31 de març de 2008 a Lleida, 1 d'octubre de 2008 a Tarragona, i 12 de juny de 2008 a Girona | Autobús (urbà i interurbà) i tren (rodalies Renfe, Ferrocarrils de la Generalitat de Catalunya). A Barcelona s'integra addicionalment el tramvia i la xarxa de metro.                                   | Els sistemes tarifaris integrats de les quatre províncies són independents. El de Barcelona comprèn un total de 296 municipis de l'Àrea Metropolitana de Barcelona dividits en 6 corones amb diferents sectors tarifaris. El de Lleida comprèn un total de 149 municipis de l'Àrea Metropolitana de Lleida dividits en 2 zones. El de Tarragona comprèn un total de 132 municipis de l'Àrea Metropolitana de Tarragona dividits en 5 zones. El de Girona comprèn un total de 49 municipis de l'Àrea Metropolitana de Girona dividits en 7 zones. A partir de finals de 2018 estarà en funcionament el sistema T-Mobilitat a la província de Barcelona. A partir de finals de 2019 integrarà tot el territori de Catalunya, unificant els quatre sistemes existents. Emprarà targetes sense contactes i aplicacions mòbils. Els bitllets senzills es podran pagar amb targeta bancària sense contactes en el mateix terminal de validació. |
| Gran Londres                | TfL | Oyster card                                   | Smartcard | Juliol 2003 | Autobús, tub, tramvies, DLR, London Overground & National Rail més serveis Nacionals | |
| Gran Estocolm               | SL | Desconegut                                    | Targeta de banda magnètica                                                                                         | Desconegut | Autobusos, Metro, tren, tramvia, transbordadors | Serà reemplaçat pels SL Accedeixen sistema de Smartcard. |
| Llombardia (Regió italiana) | Regione Lombardia | Io Viaggio Ovunque                            | bitllet de paper / bitllet Magnètic / Smartcard                                                                    | 2011 | Per viatge en la xarxa de transport pública local sencera en la regió de Lombardy: urbà, suburbà i intercity autobusos, tramvies, metros/metro, trens regionals, barques (damunt Llac Iseo únic), i més | 1 a 7 bitllets de dies poden ser adquirits per qualsevol; mensual i més molt de temps tenir característiques diferents, i requerir subscripció que proporciona / habilita Smartcard personal. |
| Irlanda del Nord            | Translink | Smartlink                                     | Smartcard | Octubre 2009 | Autobús En Belfast, Autobús En Derry/Londonderry, Regional & Intercity Autobús, serveis de Ferrocarrils                                                                                                 | |
| Paris                       | SNCF/de RATP | Navigo Pass, Mobilis/Jeunes bitllets d'un dia | Smartcard / bitllet magnètic                                                                                       | 2006 | Metro, commuter-rail (RER i Transilien), tramvia, autobús | |
| Suïssa                      | Ferrocarrils Federals suïssos | Swiss Pass                                    | Targeta de banda magnètica                                                                                         | 1989 | Autobusos, trens, vaixells i tramvies | |
| Subotica                    | Subotica-Trans | SuBus                                         | Smartcard | 2012 | Autobusos | |